# The Miracle of Manhattan
Pour plus de détails, voir Fiche technique et Distribution.
The Miracle of Manhattan est un film muet américain réalisé par George Archainbaud et sorti en 1921.
Le film est considéré comme perdu.

## Fiche technique
- Réalisation : George Archainbaud
- Scénario : Edward J. Montagne d'après une histoire de Bradley King
- Production : Lewis J. Selznick
- Distribution : Select Pictures[2]
- Photographie : William Wagner
- Durée : 5 bobines
- Date de sortie : 10 avril 1921

## Distribution

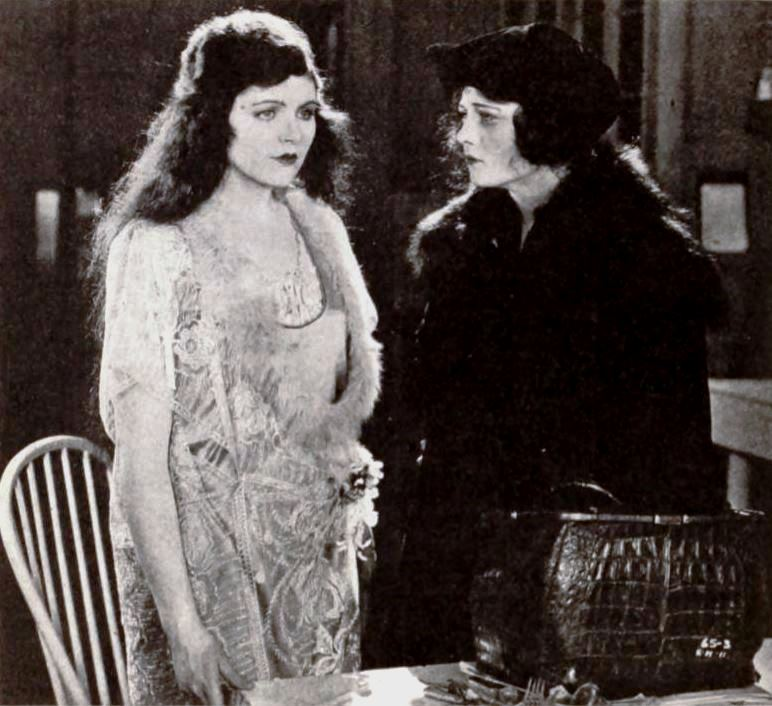
Scène du film avec Elaine Hammerstein, dans Exhibitors Herald

- Elaine Hammerstein : Mary Malone/Evelyn Whitney
- Matt Moore : Larry Marshall
- Ellen Cassidy : Stella Warren
- Walter Greene : Tony the Dude
- John Raymond : Robert Van Cleek